# Stvor (1982.)
Stvor (eng. The Thing) je znanstveno-fantastični horor film iz 1982. koji je režirao John Carpenter po scenariju Billa Lancastera, s Kurtom Russellom u glavnoj ulozi. Film je na prvi pogled remake filma Stvor s drugoga svijeta Christiana Nybyja iz 1951., ali je Carpenterov film vjernija adaptacija romana Tko je tamo? (eng. Who Goes There?) Johna W. Campbella mlađeg. Radnja filma se vrti oko izvanzemaljca koji može mijenjati izgled, koji se nakon pada na Antarktika ubacuje u istraživačku stanicu.
Film je u kinima loše prošao, ali je slavu stekao nakon izdavanja na video-kasetama. Po filmu je napravljena istoimena igra iz 2002., koja se nastavlja na radnju filma.

## Glavne uloge
- Kurt Russell – R.J. MacReady, pilot helikoptera
- Wilford Brimley – Dr. Blair, biolog
- Keith David – Childs, mehaničar
- T.K. Carter – Nauls, kuhar
- David Clennon – Palmer, pričuvni pilot i mehaničar
- Richard Dysart – Doc Copper, liječnik
- Charles Hallahan – Vance Norris, geofizičar
- Peter Maloney – George Bennings
- Richard Masur – Clark, veterinar
- Donald Moffat – Garry, zapovjednik stanice
- Joel Polis – Fuchs, biolog
- Thomas G. Waites – Windows

## Kritike
| „                 | John Carpenter je odgledao Scottova Aliena – osmog putnika i tada mu je sinulo što je nedostajalo hororu Stvor Howarda Hawksa iz 1951. – želatinasta kreatura koja poprima oblik onoga bića u kojem se nastanjuje. Odlučio je napraviti preradu Hawksova filma koja je još i intrigantna s obzirom na to koliko se malo bavi ljudima i emocijama u odnosu na specijalne efekte...Specijalni efekti stvarno su maštoviti i zanimljivi, ali Carpenteru se mora priznati da zna dobro stvarati napetost i atmosferu neugode, kraj kojih ništa puno veće nije bilo ni presudnije za tu priču. | ” |
| — Arsen Oremović, | |   |

| „                | Stvor je super film za vrećicu za povraćanje, ali da li ima ikakve vrijednosti? Za moj pojam je razočaranje zbog dva razloga: površna karakterizacija i neuvjerljivo ponašanje znanstvenika na toj snježnoj lokaciji. Likovi nikada nisu bili Carpenterova jača strana; rekao je da više voli da njegovi filmovi proizvedu emocije među gledateljima, pa pretpostavljam da mu je draže da mi skočimo 20 centimetara u zrak nego da se uključimo u likove i njihove osobnosti...Ovog puta je nastanio snježnu stanicu ljudima čija je jedina funkcija da ih netko zaskoči iza leđa. | ” |
| — Roger Ebert, . | |   |

| „                        | Stvor je čisti Carpenterov film. To je paranoidno remek-djelo i jedan rijedak prepravak koji je poboljšanje u odnosu na izvornik. U prvom filmu, jednostavno je neko čudovište negdje vani, ali u Carpenterovoj verziji čudovište može imitirati ljude savršeno. Moglo bi biti bilo gdje, bilo kada, a nitko ne bi ni znao...Nemoguće je ne uočiti komentar na bezdušnu kapitalističko-korporativnu silu koja se brzo ušuljala u Ameriku nakon izbora Ronalda Reagana 1980. | ” |
| — Jeffrey M. Anderson, . | |   |